# Couplage RKKY
Le couplage RKKY (pour Ruderman-Kittel-Kasuya-Yoshida) est une interaction quantique de couplage entre des moments magnétiques nucléaires ou des spins d'électrons d localisés de la couche interne d'un métal via les électrons de conduction.

## Historique
Le couplage RKKY a été initialement proposé par Melvin A. Ruderman et Charles Kittel de l'université de Californie à Berkeley pour expliquer les bandes anormalement larges observées avec la résonance magnétique nucléaire dans l'argent métallique naturel. Cette théorie se base sur la théorie des perturbations au second ordre pour décrire un couplage d'échange indirect par lequel le spin nucléaire d'un atome interagit avec un électron de conduction via le couplage hyperfin. Cet électron de conduction interagit ensuite avec un autre spin nucléaire, créant ainsi une corrélation d'énergie entre les deux spins nucléaires.
La théorie RKKY est basée sur des fonctions d'onde de Bloch, et ne s'applique donc qu'aux systèmes cristallins. L'interaction d'échange dérivée s'écrit :
{\displaystyle H(\mathbf {R} _{ij})={\frac {\mathbf {I} _{i}\cdot \mathbf {I} _{j}}{4}}{\frac {\left|\Delta k_{m}k_{m}\right|^{2}m^{*}}{(2\pi )^{3}R_{ij}^{4}\hbar ^{2}}}\left[2k_{m}R_{ij}\,{\text{cos}}(2k_{m}R_{ij})-{\text{sin}}(2k_{m}R_{ij})\right]}
avec :
- {\displaystyle H} l'hamiltonien du système,
- {\displaystyle R_{ij}} la distance entre les noyaux {\displaystyle i} et {\displaystyle j},
- {\displaystyle \mathbf {I} _{i}} le spin nucléaire de l'atome {\displaystyle i}
- {\displaystyle \Delta k_{m}k_{m}} le terme représentant le couplage hyperfin
- {\displaystyle m^{*}} la masse effective des électrons dans le cristal
- {\displaystyle k_{m}} le vecteur d'onde des électrons de conduction. Dans les matériaux cristallins, les vecteurs d'onde des électrons de conduction sont très proches de la surface de Fermi.

Taduya Kasuya, de l'université de Nagoya, a plus tard proposé qu'un couplage d'échange indirect similaire pourrait être appliqué aux spins d'électrons d localisés de la couche interne qui interagissent via les électrons de conduction. Cette théorie a été complétée par Kei Yosida, de l'Université de Californie - Berkeley, pour obtenir un hamiltonien décrivant les interactions (spin d'électron d)-(spin d'électron d), (spin nucléaire)-(spin nucléaire), et (spin d'électron d)-(spin nucléaire).

## Applications
L'application la plus significative de la théorie du couplage RKKY a été la magnétorésistance géante (GMR). La théorie RKKY avait en effet prédit l'oscillation entre les états ferromagnétique-antiferromagnétrique d'une multicouche formée de deux matériaux magnétiques séparés par un métal non magnétique, oscillation dépendante de la distance entre les couches.